# بنیاد داکیومنت
بنیاد داکیومنت (به انگلیسی: The Document Foundation) یک سازمان ناسودبر است که نرم‌افزارهای متن‌باز کار با اسناد را تبلیغ می‌کند. این سازمان توسط اعضای جامعه اوپن‌آفیس.اوآرجی به منظور مدیریت و توسعه‌دادن یک انشعاب نرم‌افزاری به نام لیبره‌آفیس ایجاد شده است و به طور قانونی در کشور آلمان به صورت یک Stiftung به ثبت رسیده است. هدف این سازمان تولید کردن یک مجموعه اداری غیر وابسته به تولیدکننده است که از قالب اوپن‌داکیومنت هم پشتیبانی کند و به واگذاری حقوق کپی‌رایت نیاز نداشته باشد. در آن موقع، این در تضاد با OpenOffice.org بود که الزام می‌کرد که توسعه‌دهندگان حق‌تکثیر را به اوراکل واگذاری کنند. بنیان نهاده شدن این سازمان تا حدی هم از بیم مشکلاتی بود که شرکت اوراکل ایجاد کرده بود، چرا که پس از خریداری شدن شرکت سان مایکروسیستمز توسط اوراکل، این شرکت توسعه نرم‌افزارهای آزادی همچون OpenOffice.org و اوپن‌سولاریس را متوقف کرده بود.